# John Francis Hylan
John Francis Hylan (Hunter, 20 aprile 1868 – Forest Hills, 12 gennaio 1936) è stato un politico statunitense, 96° sindaco di New York.